# 奥利弗·库尔茨
奥利弗·库尔茨（德語：Oliver Kurtz，1971年10月23日—），德国前男子曲棍球运动员。他曾代表德国国家队参加1992年夏季奥林匹克运动会曲棍球比赛，获得一枚金牌。